# Hadena johni
Hadena johni là một loài bướm đêm trong họ Noctuidae.